# 590888 Chengda
590888 Chengda è un asteroide della fascia principale. Scoperto nel 2007, presenta un'orbita caratterizzata da un semiasse maggiore pari a 2,7238143 au e da un'eccentricità di 0,1767695, inclinata di 5,79878° rispetto all'eclittica.